# Porta San Marco (Livorno)

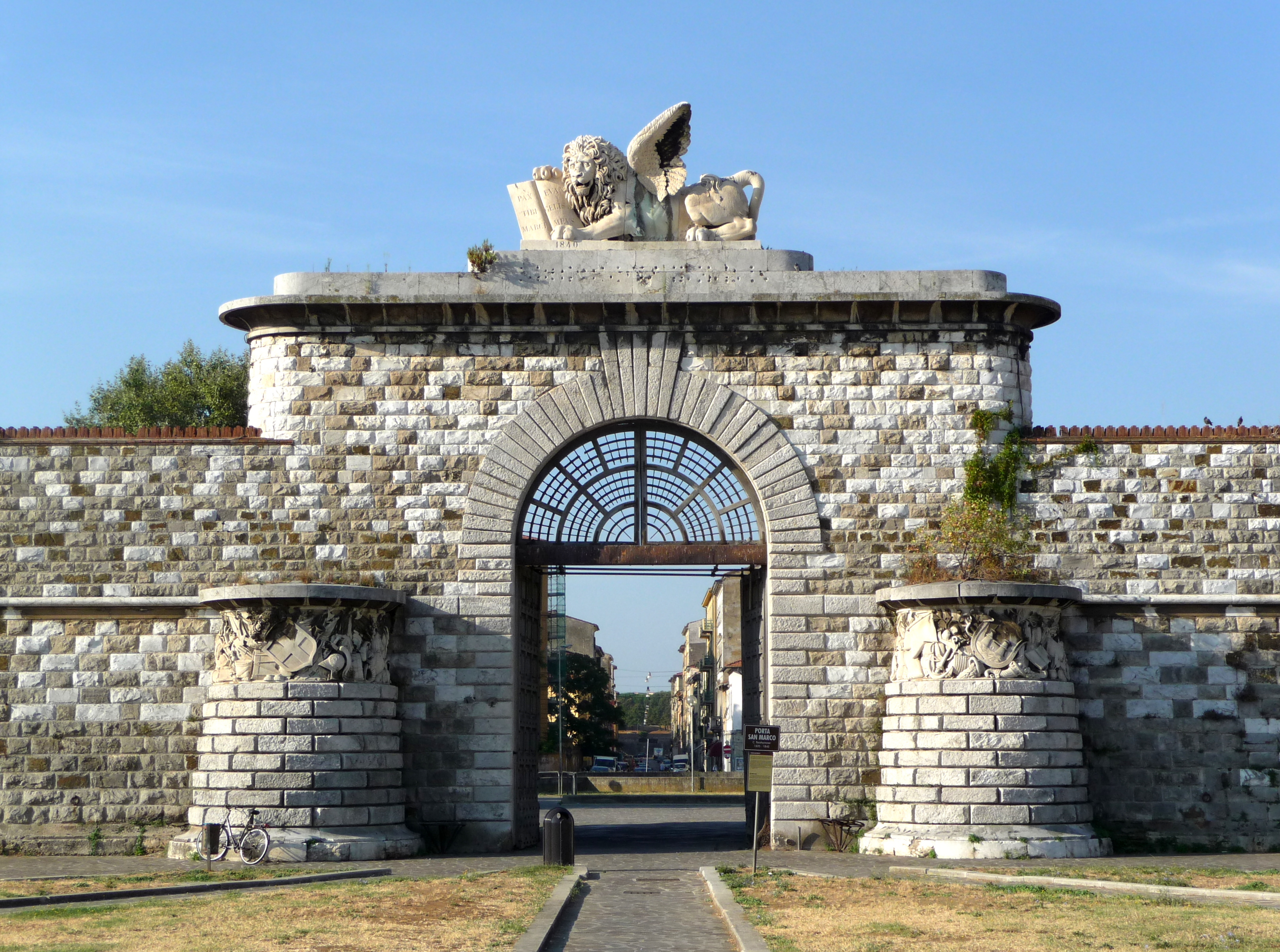
Veduta della Porta San Marco

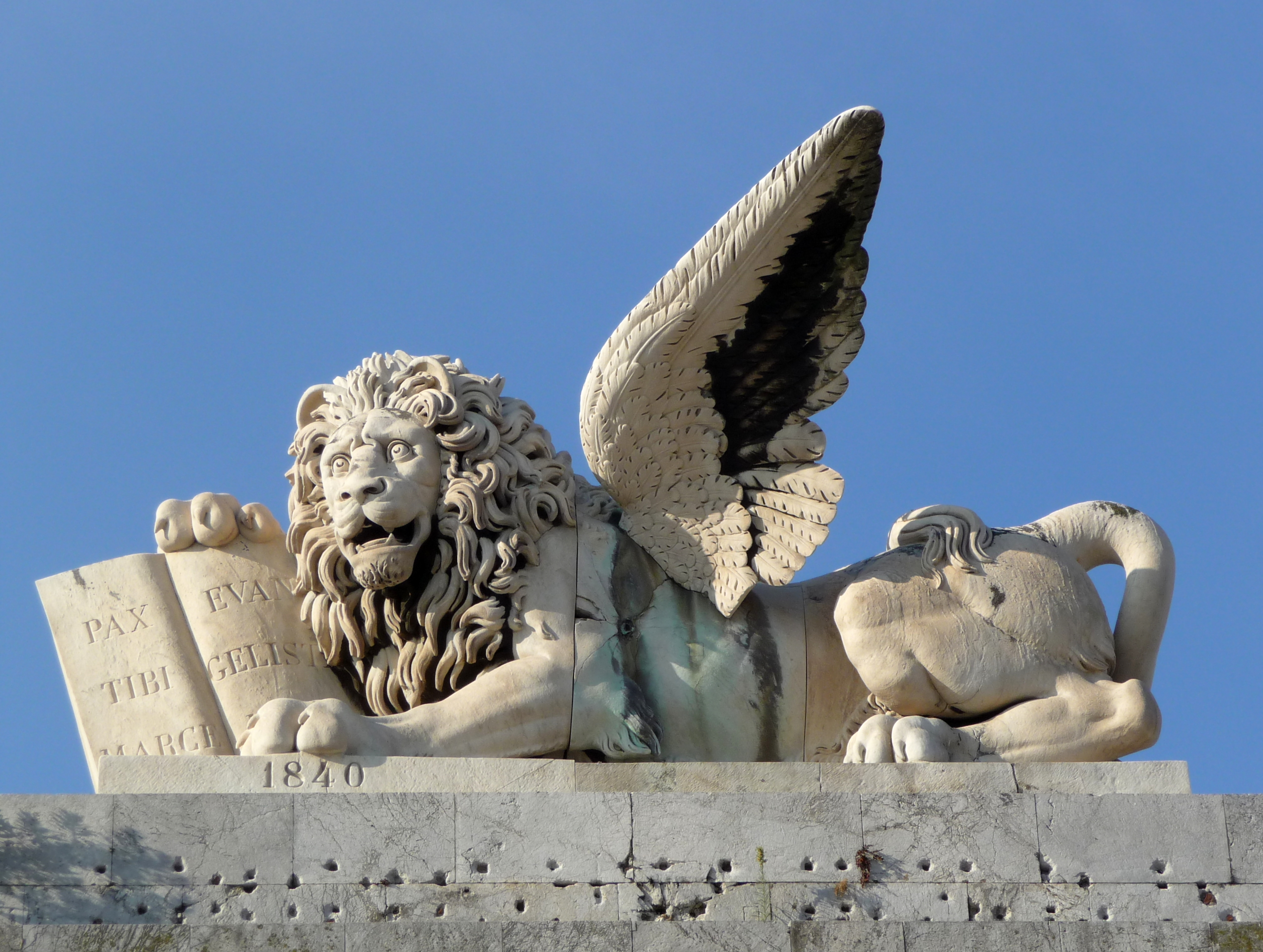
Dettaglio della Porta San Marco

Porta San Marco era un accesso doganale al porto franco di Livorno.
Posta lungo la cinta daziaria della città, in asse alla via Solferino, è situata nei pressi dell'ex Stazione Leopolda. Inoltre, è affiancata dalla Barriera San Marco.

## Storia
La costruzione della Porta San Marco è direttamente collegata alla decisione di ampliare i confini del porto franco di Livorno (1834), originariamente delimitato dal Fosso Reale e dall'antico sistema fortificato mediceo.
I lavori delle mura cominciarono nel 1835 su progetto di Alessandro Manetti, mentre la porta fu realizzata tra il 1839 ed il 1840 sotto la direzione di Carlo Reishammer, in sostituzione del più antico varco situato sul Rivellino di San Marco.
Dopo essere stata teatro degli scontri tra livornesi ed austriaci, durante invasione della Toscana del 1849 (si veda anche l'Assedio di Livorno), la struttura fu rinnovata con l'aggiunta di un varco laterale, al fine di favorire l'afflusso alla vicina Stazione Leopolda, che assunse la denominazione di Barriera San Marco.
A partire dal 1881 la porta fu attraversata dai binari della rete tranviaria di Livorno, inizialmente esercitata con trazione animale. Tale percorso fu in seguito abbandonato in occasione dell'elettrificazione di tali impianti.

## Descrizione

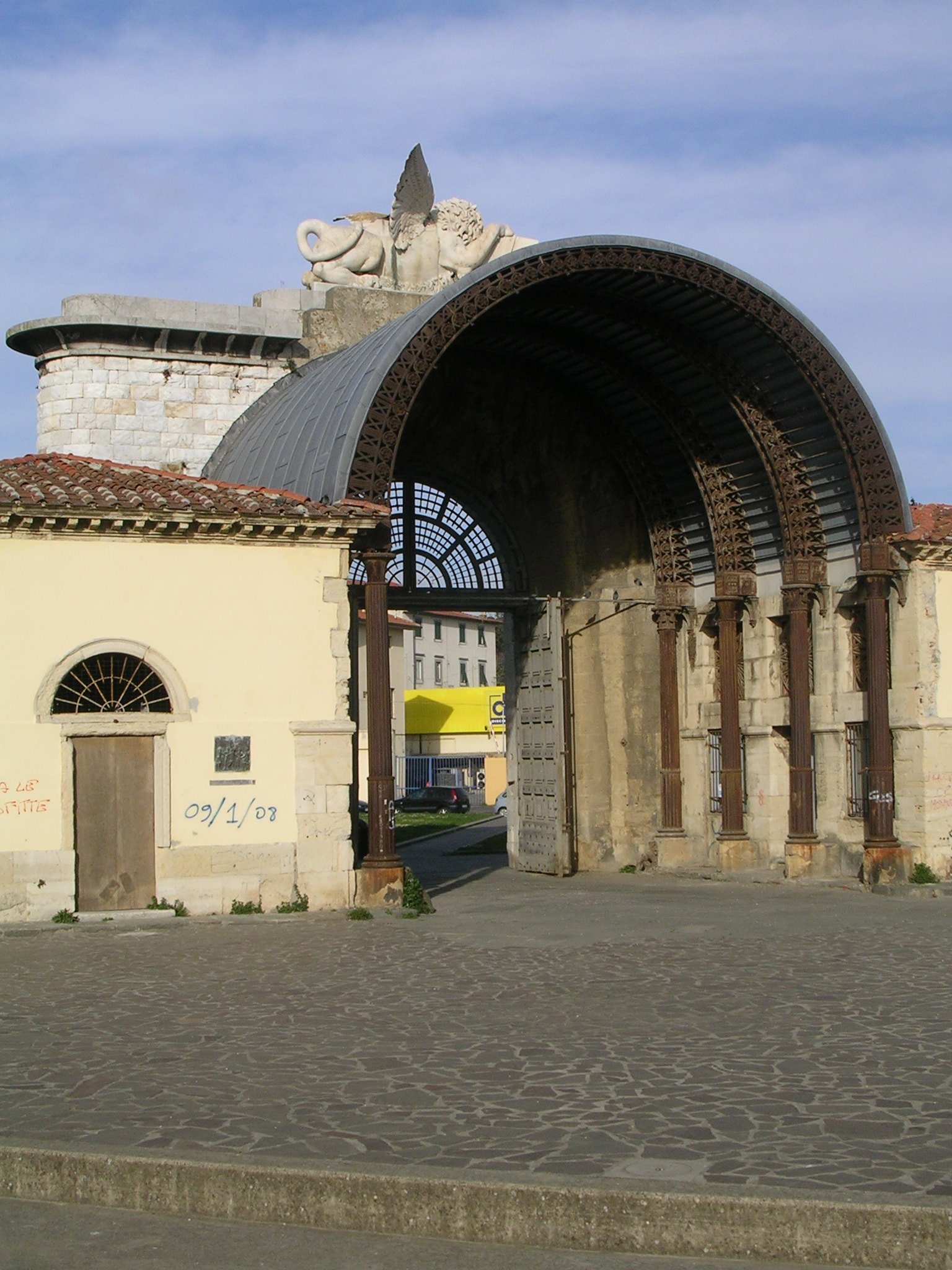
Veduta dell'interno

La Porta San Marco è costituita da un fornice sovrastato dal leone di San Marco, opera in marmo dello scultore Lorenzo Nencini.
Esternamente è completamente rivestita in bozze, così da uniformarsi al paramento delle mura; il varco d'accesso è preceduto da due corpi semicircolari con bassorilievi in marmo, mentre nei pressi si trovano una lapide ed un busto a Enrico Bartelloni, a memoria del sacrificio di molti livornesi durante i moti risorgimentali del 1849.
Sul fronte interno, dove è collocato un piccolo bronzo di Antonio Vinciguerra, invece si aprono alcuni locali simmetrici, un tempo destinati ai doganieri. Qui, l'elemento di spicco è una volta in ghisa sorretta da agili colonne in metallo; il ferro, impiegato come elemento portante, svolge anche funzione decorativa e pone l'opera di Reishammer all'avanguardia nell'ottica dell'architettura del XIX secolo, quando questo materiale di costruzione trovò ampia applicazione nei vasti edifici pubblici, quali stazioni ferrorie, mercati e palazzi delle esposizioni.
Di fianco alla porta sorge la Barriera San Marco, costruita nella seconda metà dell'Ottocento per favorire l'accesso alla Stazione Leopolda.